# 孟虚舟
孟虚舟（？—？），宋朝地方官员。
孟虚舟曾于1008年接替刘唯一任华亭县知县一职，1010年由李释回接任。